# Нлаво, Луис
Луи́с Миге́ль Нла́во Асуэ́ (исп. Luis Miguel Nlavo Asué; род. 9 июля 2001, Малабо) — футболист Экваториальной Гвинеи, нападающий клуба «Морейренсе» и сборной Экваториальной Гвинеи.

## Клубная карьера
Нлаво — воспитанник клуба «Кано Спорт». В 2021 году игрок подписал контракт с португальской «Брагой», где начал выступать за команду дублёров. 

## Международная карьера
28 июля 2019 года в отборочном матче чемпионата африканских наций 2020 против сборной Чада Нлаво дебютировал за сборную Экваториальной Гвинеи. В этом же поединке он забил свой первый гол за национальную команду. 
В 2021 году Нлаво принял участие в Кубке Африки в Камеруне. На турнире он сыграл в матчах против сборных Кот-д’Ивуара, Алжира и Сьерра-Леоне. 

### Голы за сборную Экваториальной Гвинеи
| #  | Дата           | Место                                               | Противник | Счёт | Результат | Соревнование                                  |
| -- | -------------- | --------------------------------------------------- | --------- | ---- | --------- | --------------------------------------------- |
| 1. | 28 июля 2019   | Идрисс Махат Айя, Нджамена, Чад                     | Чад       | 0:1  | 3:3       | Чемпионат африканских наций 2020 квалификация |
| 2. | 4 августа 2019 | Новый стадион Малабо, Малабо, Экваториальная Гвинея | Чад       | 2:1  | 2:1       | Чемпионат африканских наций 2020 квалификация |